# Manhwa
Manhwa is een algemene term voor Koreaanse strips en cartoons. De term wordt vooral in Westerse landen als zodanig gebruikt.

## Stijl

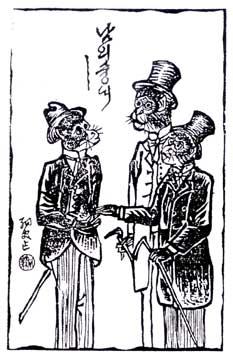
Lee Do-yeong's cartoon, 남의 숭내 (Anderen imiteren)

Manhwa is sterk beïnvloed door de moderne geschiedenis van Korea, wat heeft geleid tot een grote diversiteit aan vormen en genres. De bekendste vorm doet denken aan manga.
Enkele karakteristieken van Manhwa zijn:
- Gezicht en ogen worden vaak overdreven groot getekend, terwijl de rest van een personage meer realistische afmetingen heeft.[2]
- Strips worden van links naar rechts gelezen.
- De Koreaanse naam van de auteur/artiest.
- De Koreaanse naam van de personages in de manhwa.

Manhwa wordt vaak als realistischer gezien dan manga.

## Publicatie
Er zijn een aantal uitgevers gespecialiseerd in het publiceren van Koreaanse strips buiten Korea. Het woord manhwa is echter nog niet zo bekend als manga, maar de twee industrieën kunnen wel al worden gezien als elkaars gelijken.
Enkele Koreaanse uitgevers van manhwa zijn:
- Topaz Agency Inc.
- Daiwon C.I.
- Haksanpub
- Seoul Culture Corporation
- Shinwon Agency Corporation
- Lehzin Comics (Webtoon)

Noord-Amerikaanse uitgevers zijn:
- ADV Manga
- CPM Manhwa
- Dark Horse Manhwa
- DramaQueen
- DrMaster Publications
- Infinity Studios
- Media Blasters
- Netcomics
- NBM ComicsLit
- TOKYOPOP
- UDON's Korean Manhwa
- Yen Press
- ComicsOne (defunct)
- Curtis Comic (defunct)

## Bewerkingen van manhwa
In tegenstelling tot bij manga, zijn animatieseries gebaseerd op manhwa’s nog vrij zeldzaam. Er waren wel een paar grote hits in de jaren 80 en 90 zoals Dooly en Fly! Superboard. Live-action bewerkingen komen wel meer voor, zoals Full House in 2004 en Goong ("Palace" or "Princess Hours") in 2006.